# Neuendorf (Teupitz)
Neuendorf (ⓘ) ist seit 1974 ein Ortsteil der Stadt Teupitz im Landkreis Dahme-Spreewald in Brandenburg.

## Geographische Lage
Neuendorf liegt südwestlich des Stadtzentrums am Teupitzer See. Im Osten befindet sich der Ortsteil Tornow, südlich Radeland (Baruth/Mark), westlich Lindenbrück (Zossen) und nördlich der Ortsteil Egsdorf. Der Großteil der Gemarkung ist bewaldet, ein kleinerer Teil wird landwirtschaftlich genutzt. Die Wohnbebauung konzentriert sich bereits seit dem Mittelalter im nördlichen Ortsteil um eine Mühle. Zu Neuendorf gehören der Wohnplatz Mittelmühle sowie das östlich gelegene Naturschutzgebiet Mühlenfließ-Sägebach mit dem Hohen Mühlengraben. In Nord-Süd-Richtung verläuft weiterhin der Mittelmühlengraben, während der Kleine Mühlengraben den westlichen Rand der Gemarkung darstellt.

## Geschichte

### 16. bis 18. Jahrhundert
Neuendorf wurde wie Tornow erstmals im Jahr 1546 als Nawendorff unter der Herrschaft der Familie Schenk von Landsberg urkundlich erwähnt. Der Ort besaß nie eine eigene Kirche, sondern war immer nach Teupitz eingepfarrt. Die Gläubigen konnte die dortige, 1346 errichtete Heilig-Geist-Kirche besuchen. 1624 lebten im Ort sieben Hufner, sechs Kötter und ein Hirte, die gemeinsam acht Hufen bewirtschafteten. Die Bewohner mussten den Schenken von Landsberg im Jahr 1624 zahlreiche Abgaben leisten: Der Schulze einen Taler und 18 Groschen, der Hufner einen Taler, der Hirte einen Gulden. Aus dieser Zeit ist die Existenz einer Wassermühle überliefert, die vom Mittelmühlengraben angetrieben wurde und Getreide und Öl sowie Holz verarbeitete. Um die Mühle entstand ein Wohnplatz, der im 21. Jahrhundert noch vorhanden ist. Im Dreißigjährigen Krieg wurde Neuendorf schwer im Mitleidenschaft bezogen, fiel aber vermutlich nicht wüst. 1652 lebten fünf Bauern im Ort. Die darauffolgenden Jahre müssen aber entbehrlich gewesen sein, denn 1684 sind es nur noch vier Bauern und ein Halbkötter. Erst zum Anfang des 18. Jahrhunderts lebten und arbeiteten insgesamt 13 Hufner im Ort, ebenso ein Hirte, ein Paar Hausleute. Sie bewirtschafteten acht Hufen und zahlten vier Groschen an Abgaben. 1717 ging der Ort mit Teupitz an Friedrich Wilhelm I. und damit an in die Herrschaft Königs Wusterhausen. Die Verwaltung lag beim Amt Teupitz bzw. Amt Buchholz. 1745 erschien erstmals ein Forsthaus, daneben sieben Bauern und sechs Kötter. 1752 waren es sieben Bauern sowie ein Schulze, zwei Ganz- sowie vier Halbkötter.

### 19. Jahrhundert
Neuendorf entwickelte sich nur langsam: 1801 gab es 20 Feuerstellen (=Wohngebäude). Wiederum wurden lediglich acht Hufen von sechs Ganzbauern und sechs Ganzköttern, einem Büdner sowie zwei Einliegern bewirtschaftet. Gab es 1840 ebenfalls lediglich 20 Wohnhäuser, so sind aus dem Jahr 1858 insgesamt 10 Hofeigentümer mit sechs Knechten und Mägden bekannt. Es gab 14 nebenberufliche Landwirte und 26 Arbeiter. Es gab zwei Besitzungen, die in der Klassifizierung von 300 bis 600 Morgen insgesamt 705 Morgen bewirtschafteten. In der Gruppe von 9 bis 30 Morgen waren es 9 Besitzungen, die 1711 Morgen hielten, sieben Besitzungen mit insgesamt 90 Morgen in der Gruppe von 5 bis 30 Morgen sowie 12, die weniger als 5 Morgen bewirtschafteten und zusammen auf 27 Morgen Fläche kamen. Weiterhin gab es einen Schiffseigentümer mit einem Stromfahrzeug, einen Schankwirt sowie einen Armen. In den darauf folgenden Jahrzehnten kam es zu einem bescheidenen wirtschaftlichen Aufschwung, der sich 1860 unter anderem in 25 Wohn- und 49 Wirtschaftsgebäuden zeigte. Insgesamt wurden 1834 Morgen Wald, 584 Morgen Acker und 115 Morgen Wiese bewirtschaftet. Die Gebäude nahmen eine weitere Fläche von 69 Morgen ein. Im Jahr 1880 gelangte die Mühle in den Besitz der Familie Schwietzke, die sie als Getreide- und Ölmühle, aber auch als Sägewerk nutzten.

### 20. bis 21. Jahrhundert
1900 eröffnete die Berlin-Neuendorfer-Kiesgrubengesellschaft eine Kiesgrube und lieferte bis in die 1930er Jahre rund 400.000 m³ Beton-, Garten- und Filterkies nach Berlin und Umgebung. Der Transport erfolgte über eine Kleinbahn zu einer Schiffsverladestelle an die Südspitze des Teupitzer Sees. 1929 wurden rund 208 Hektar aus dem Forstgutsbezirk Semmelei nach Neuendorf eingemeindet; 1932 kam der Wohnplatz Mittelmühle hinzu. 1939 bestanden im Ort sieben land- und forstwirtschaftliche Betriebe, die 20 bis 100 Hektar bewirtschafteten, vier mit einer Größe von 10 bis 20 Hektar, sieben mit einer Fläche von 5 bis 10 Hektar und 22 Betriebe, die 0,5 bis maximal 5 Hektar zur Verfügung hatten.
1960 schlossen sich die zuvor 23 selbstständigen Bauern zu einer LPG Typ I zusammen. Sie bewirtschafteten gemeinsam 92 Hektar landwirtschaftliche Nutzfläche und wurden 1969 mit der LPG in Töpchin zusammengeschlossen. In der Zeit der DDR entdeckten insbesondere Berliner den Ort und es entstand ein reger Tourismus. Dadurch entstand unter anderem ein Zelt- und Campingplatz an der Südspitze des Teupitzer Sees. Der Zweckverband Dahme-Tourist eröffnete 1965 in einem alten Dorfgasthof ein Ferienzentrum, das 1971 vom Fleischkombinat Erfurt übernommen und bis 1990 als Betriebsferienheim genutzt wurde. Nach der Wende befindet sich in dem Komplex eine private Feriensiedlung mit Reiterhof. 1955 richtete die Kreisverwaltung auf dem Gelände der Mühle einen staatlichen Forstwirtschaftsbetrieb ein, der nur das Sägewerk nutzte. 1973 kam es zu der Gründung einer weiteren LPG, die sich dem Staatlichen Forstwirtschaftsbetrieb in Töpchin mit einer Revierförsterei in Waldeck anschloss. 1974 gelangte Neuendorf zu Teupitz. 1982 gründete sich eine Kleingartenanlage mit 51 Siedlerstellen. Nach der Wende wurde die Mühle 1990 an die ursprünglichen Eigentümer rückübertragen. Die Familie Schwietzke begann mit dem Wiederaufbau und verpachtete das Sägewerk. Am 22. Juni 2002 konnte in dem nunmehr sanierten Mühlenhaus eine Gaststätte eröffnen. Überlegungen, den Kiesabbau wieder aufzunehmen, wurden bislang mangels Rentabilität nicht weiter verfolgt.

## Bevölkerungsentwicklung
| Jahr      | 1734 | 1801 | 1858 | 1895 | 1939 | 1946 | 1964 | 1971 |
| Einwohner | 88   | 93   | 213  | 241  | 227  | 243  | 207  | 190  |

## Kultur und Sehenswürdigkeiten

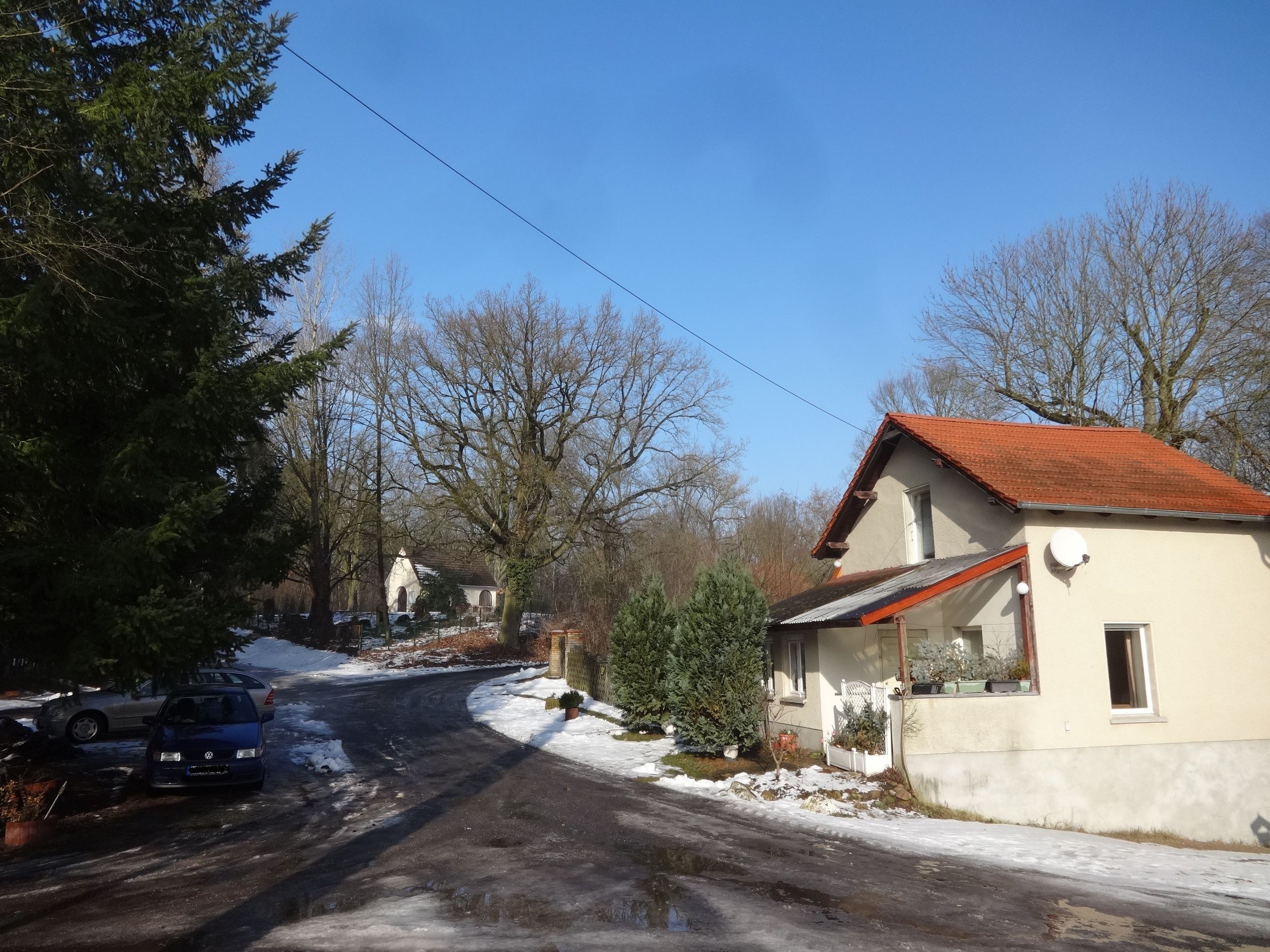
Blick vom Wohnplatz Richtung Kapelle

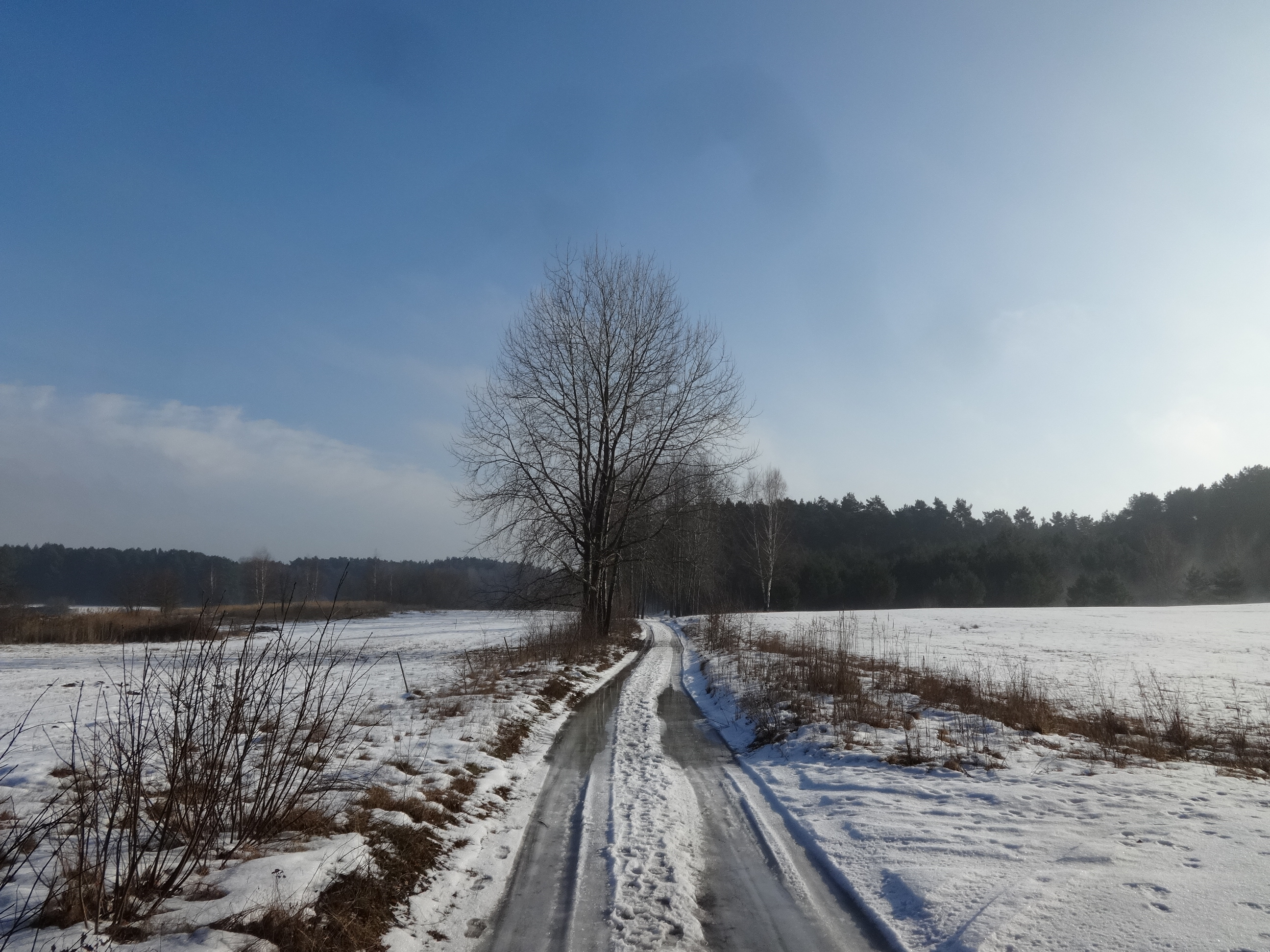
Blick ins NSG

- Naturschutzgebiet Mühlenfließ-Sägebach: In dem rund 163 Hektar großen Gebiet leben unter anderem der Biber, der Fischotter sowie die Große Moosjungfer.
- Im Ort sind ein Kleingartenverein und eine Freiwillige Feuerwehr aktiv.

## Wirtschaft und Infrastruktur

### Wirtschaft
Der Ort ist im Wesentlichen vom Tourismus geprägt. Es existieren ein Campingplatz, eine Feriensiedlung mit Reiterhof sowie ein Gasthaus.

### Verkehr
Durch den Ort führt in West-Ost-Richtung die Landstraße 74, die nach Egsdorf und Teupitz führt.
Die Buslinie 726 der Regionalen Verkehrsgesellschaft Dahme-Spreewald verbindet den Ortsteil mit Teupitz, Groß Köris und Bestensee.